# Hans Christian Nielsen (Radsportler)
Hans Christian Nielsen (* 16. Februar 1916 in Gentofte; † 18. November 2004 ebenda) war ein dänischer Radrennfahrer und nationaler Meister im Radsport.

## Sportliche Laufbahn
Nielsen startete für den Verein „DBC Kopenhagen“. Er war Teilnehmer der Olympischen Sommerspiele 1936 in Berlin. Bei den Spielen bestritt er mit dem Vierer Dänemarks (Erik Friis, Hans Christian Nielsen, Helge Jacobsen, Arne Werner Pedersen) die Mannschaftsverfolgung, sein Team belegte den 8. Platz.
1937 gewann er den nationalen Titel im Sprint der Amateure. Den Titel konnte er 1938 bei den Meisterschaften verteidigen. 1938 bis 1953 fuhr er als Berufsfahrer. Er wurde 1941 in der nationalen Meisterschaft im Sprint bei den Profis Zweiter hinter Willy Falck Hansen. 1947 wurde er hinter Karl August Magnussen Vize-Meister.

## Berufliches
Beruflich war er als Maschinist tätig, später leitete er eine Fabrik.